# Irène Bordoni
Irène Bordoni (Parigi, 16 gennaio 1889 – New York, 19 marzo 1953) è stata una cantante e attrice francese.
Lavorò anche a Broadway e a Hollywood, dove girò alcuni film per la Warner Bros.

## Biografia
Nata in Francia, di famiglia italiana, Irène Bordoni fu un'attrice bambina che iniziò a recitare sulle scene teatrali e per il cinema. Fece la sua prima apparizione in scena a tredici anni al Variétés di Parigi. Arrivò negli Stati Uniti il 28 dicembre 1907 a bordo della S. S. La Provence.

## Spettacoli teatrali
- (From) Broadway to Paris (Broadway, 20 novembre 1912)
- Miss Information (Broadway, 5 ottobre 1915)
- Hitchy-Koo [1917] (Broadway, 7 giugno 1917)
- Hitchy-Koo [1918] (Broadway, 6 giugno 1918)
- Sleeping Partners (Broadway, 5 ottobre 1918)
- As You Were (Broadway, 27 gennaio 1920)
- The French Doll (Broadway, 20 febbraio 1922)
- Little Miss Bluebeard (Broadway, 28 agosto 1923)
- Naughty Cinderella (Broadway, 9 novembre 1925)
- Mozart (Broadway, 22 novembre 1926)
- Paris (Broadway, 8 ottobre 1928)
- Great Lady (Broadway, 1º dicembre 1938)
- Louisiana Purchase (Broadway, 28 maggio 1940)

## Filmografia
- Pierrot aime les roses, regia di René Leprince (1910)
- Rigadin pêche à la ligne, regia di Georges Monca - cortometraggio (1911)
- Le Club des élégants, regia di René Leprince (1912)
- Parigi (Paris), regia di Clarence G. Badger (1929)
- Paris in New York, regia di Joseph Henabery (1936)
- Du Barry Did All Right, regia di Joseph Henabery (1937)
- Il Re della Louisiana (Louisiana Purchase), regia di Irving Cummings (1941)

## Film o documentari dove appare Irène Bordoni
- Rivista delle nazioni (The Show of Shows), regia di John G. Adolfi (1929)